# Rocaille

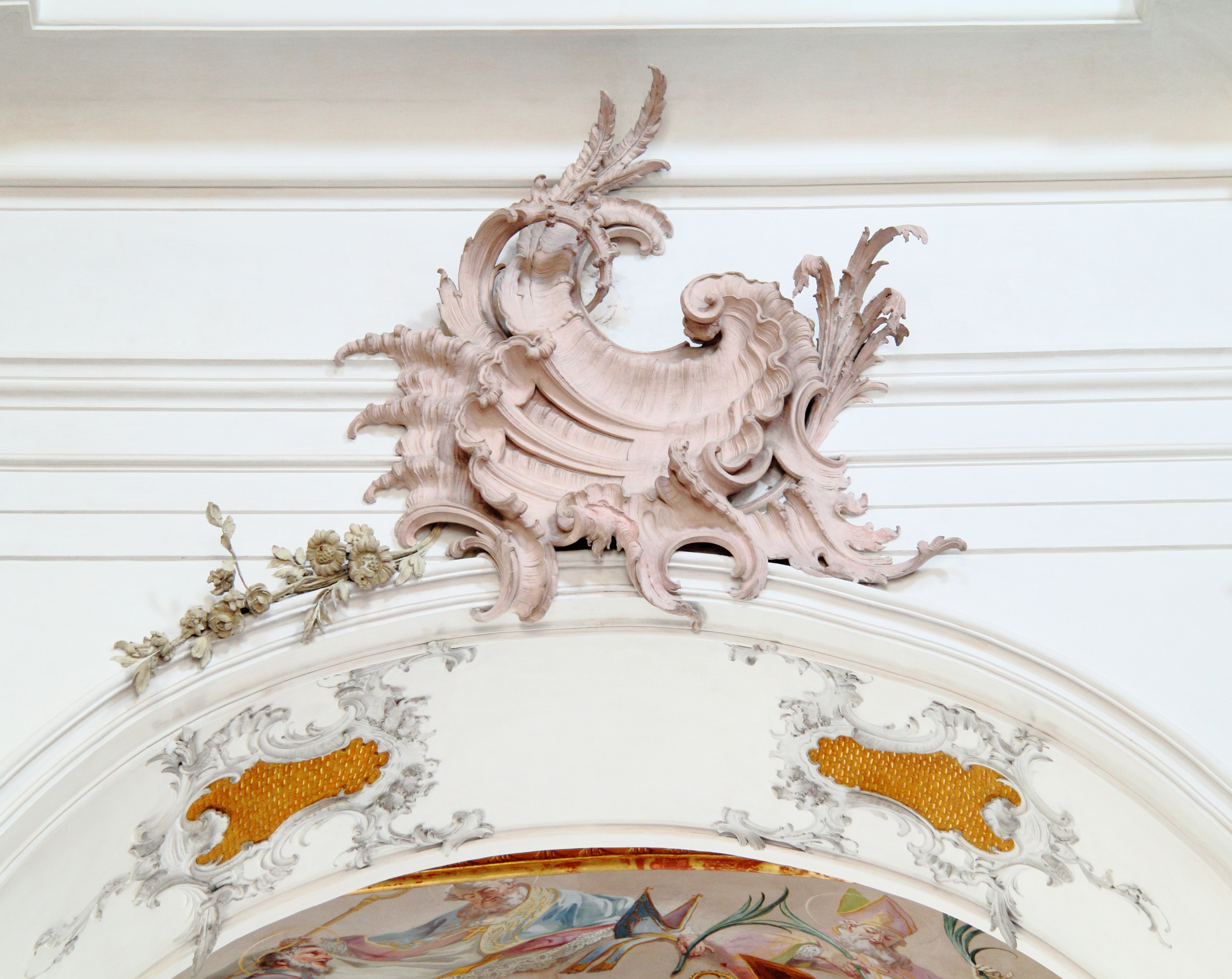
Rocaille-Dekoration in der Abteikirche Amorbach

Rocaille ist das kunstwissenschaftliche Fachwort für die typischen Ornamentgebilde des 18. Jahrhunderts. Sie bestehen aus meist asymmetrischen, C-förmig geschwungenen und S-förmig gegeneinandergesetzten Motiven, die in Voluten enden und von muschelartig geriffelten Strukturen oder pflanzlichen Motiven begleitet sein können.
Das Wort rocaille kommt aus dem Französischen und bedeutet „Muschelwerk“. Das Rokoko wird im Französischen auch style rocaille genannt.
Der Begriff Rocailles bezeichnet auch Stickperlen.

## Muschelgrotten
Die ältesten von Muschelmotiven bestimmten Ornamentsysteme waren im 16. Jahrhundert die Grotten von Schlossanlagen der Renaissancezeit. Sie wurden nicht nur mit Kalkstein, Marmor, Kieseln und anderen Steinen ausgekleidet, sondern auch mit natürlichen oder künstlerisch in oft bizarren Formen gestalteten Muscheln und Gehäusen von Meeresschnecken. Ein Beispiel ist der wie eine Grotte gestaltete Grottensaal im Neuen Palais in Potsdam (1765).

## Entwicklung und Verbreitung
Ab etwa 1730 entwickelte sich, angeregt von dem noch flächigen, linearen Régencestil und vom Muschelwerk der Grottenarchitektur, die Rocaille in Frankreich als selbständiges Dekorelement. Sie findet sich auf kunsthandwerklichen Arbeiten wie Tafelsilber, Möbeln und Porzellan, aber auch in der Architektur. In der Raumdekoration, bei Stuckdecken, Täfelungen und anderen rahmenden Schmuckelementen überspielen die Naturformen zunehmend die geradlinigen Profile und Gesimse. Wichtigster früher Vertreter in Frankreich war Juste-Aurèle Meissonnier, der durch seine Silberschmiedearbeiten und Stichvorlagen Einfluss auf das Kunsthandwerk nahm. Während in den romanischen Ländern die Regeln des Decorum beachtet wurden, in dem Sinne, dass die Rocaille als heiteres, spielerisches Motiv von repräsentativen, offiziellen Bau- und Dekorationsaufgaben ferngehalten wurde und der Ausstattung intimerer Innenräume vorbehalten blieb, gewann sie im süddeutschen Rokoko große Bedeutung nicht nur in der Schloss- und Kirchendekoration. Im Gegensatz zu Frankreich, wo die Rocaille sich eher auf die höfische Dekorationskunst von Interieurs beschränkte, wurde sie in Deutschland in allen gesellschaftlichen Schichten heimisch. Wichtiger Ausgangspunkt war ab 1740 der Münchener Hof, dort vor allem mit den Werken von François de Cuvilliés. Populäre Beispiele für Gesamtkunstwerke, in denen die Rocaille sowohl die architekturbegleitende Stuckplastik als auch die gesamte Ausstattung dominiert, sind die Wieskirche und die Wallfahrtskirche Birnau. Franz Anton Bustelli, der den Ruhm der Nymphenburger Porzellanmanufaktur begründete und als Vollender der Rokoko-Porzellanplastik gilt, verwendete sie nicht nur als Ornament, sondern zugleich als objektgestaltendes Element. Im gleichen Sinne ist der Gnadenaltar in Vierzehnheiligen mit seiner ins Monumentale umgesetzten Verwendung von Rocaillenmotiven zu nennen.
Im Norden Deutschlands war die Rocaille ein Leitmotiv bei der Dekoration preußischer Schlösser, hier allerdings ausgeführt in schweren, dichten Varianten. Für die Verbreitung der Rokokoformen sorgten auch deutsche Ornamentstecher wie Johann Michael Hoppenhaupt und Franz Xaver Habermann.
Um 1770–80 nahm die Beliebtheit der Rocaille in der Hochkunst immer mehr ab, hielt sich aber in der Volkskunst, etwa bei bemalten Möbeln oder in der Lüftlmalerei bis um die Wende zum 19. Jahrhundert.
Im Kunstgewerbe des Historismus kam mit dem Neorokoko ab etwa 1840 auch die Rocaille wieder zu Ehren.

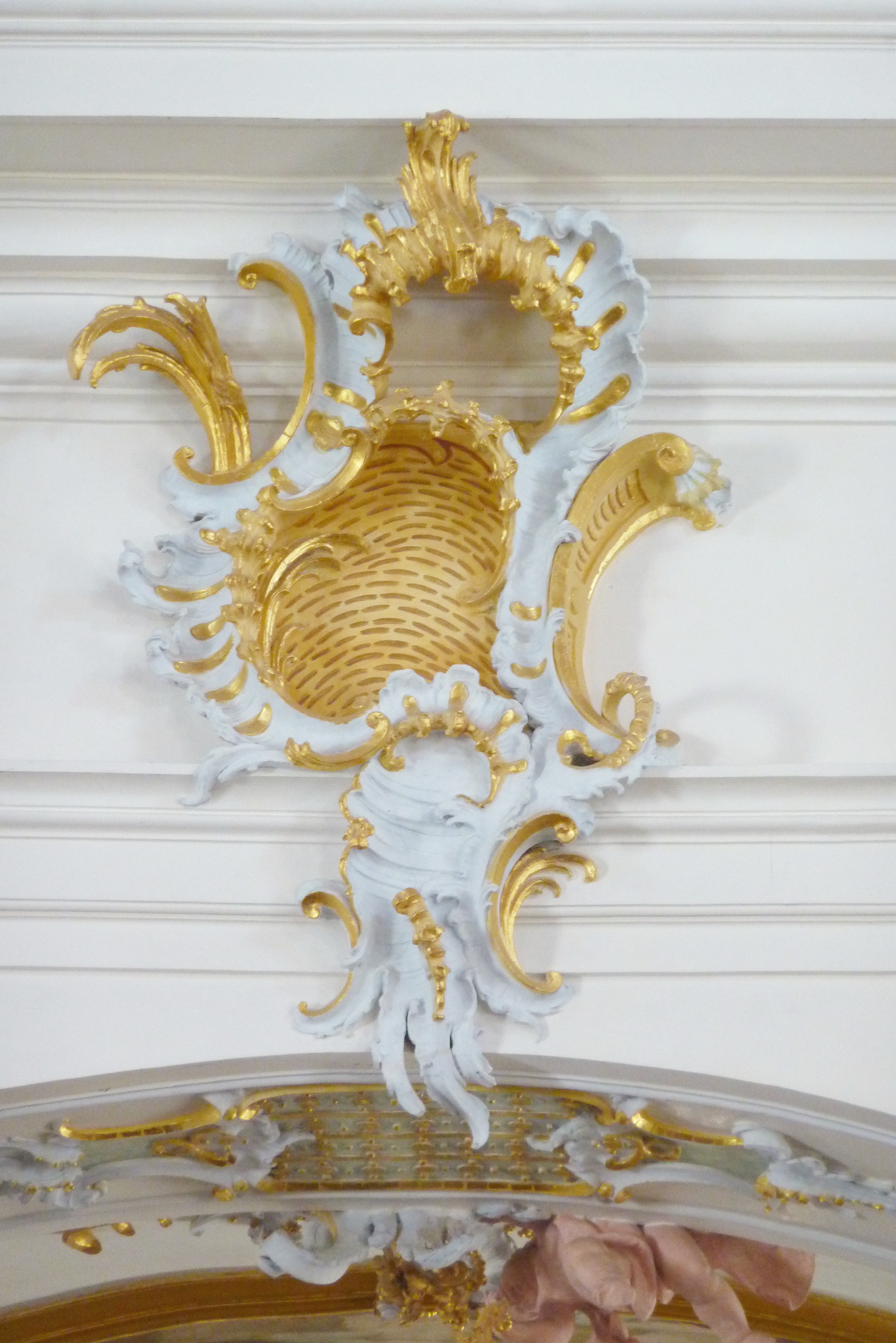
Rocaille
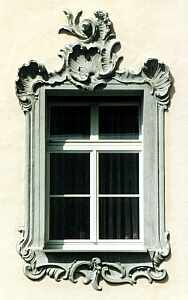
Fenster mit asymmetrischem Rocaille-Schmuck in Obermarchtal
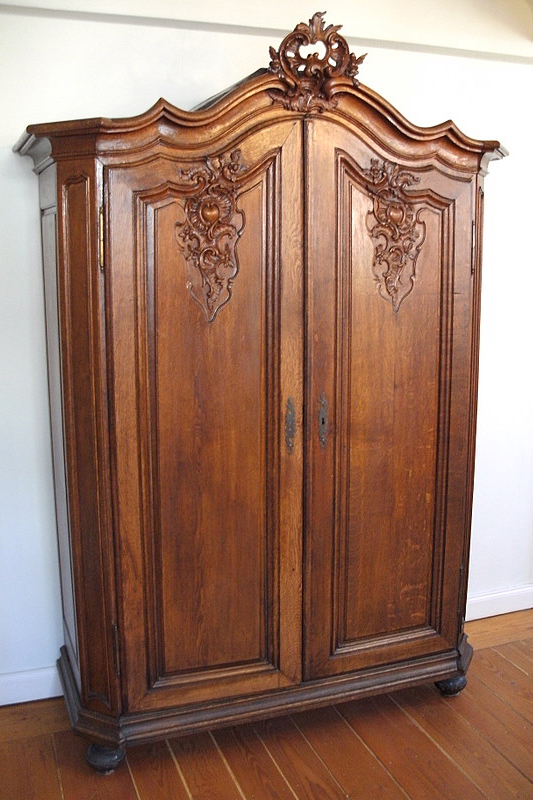
Aachen-Lütticher Kleiderschrank mit Rocaille, Couven-Museum, Aachen